# Techniques de lecture des tracés en sillons
 (août 2022).
La lecture des tracés en sillons figurant sur des documents latents (foulages) vise à reconstituer le texte d'un document, et est utilisée en particulier dans le cadre de l'expertise judiciaire.
Très récemment, l'apparition des techniques numériques a totalement changé les données du problème et elles vont rapidement supplanter les techniques traditionnelles, notamment la photographie en lumière rasante qui demande un certain savoir-faire de l'opérateur et la méthode électrostatique dont l'appareillage est lourd et coûteux et dont l'épreuve ESDA (Electrostatic Detection Apparatus) apparaît maintenant archaïque aussi bien dans son obtention que dans sa présentation.

## Méthode du graphite, de la photographie en lumière rasante et électrostatique
Pour reconstituer les « écrits en sillons », on utilisait jadis la « méthode du graphite », qui consistait à saupoudrer le document avec de la poussière provenant de la mine d'un crayon à papier (graphite ou alliage de plomb). Avec des sillons très profonds, on obtenait des résultats satisfaisants et l'écriture apparaissait en noir sur fond plus clair. Cependant, le document traité était maculé par la poudre, ce qui était nuisible aux investigations ultérieures. Pour cette raison, cette technique est pratiquement abandonnée aujourd'hui.
Avec la photographie en lumière rasante décrite dès 1903 par Rodolphe A. Reiss, fondateur de l'Institut de police scientifique de Lausanne, l'expérience montre que les résultats sont variables et souvent imprévisibles. En effet, de nombreux paramètres interfèrent et conditionnent le mode opératoire. En réalité, l'éclairage rasant souligne le sillon par l'ombre produite par sa dépression.
En 1971, deux chercheurs au College of Printing de Londres, Bob Freeman et Doug Foster mettent au point, par hasard, le procédé électrostatique alors qu'ils travaillent sur une nouvelle méthode de révélation d'empreintes digitales. Grâce à cette technique, la feuille d'un bloc de papier peut révéler ce qui a été écrit sur des feuilles précédemment détachées du même bloc. Quelques années plus tard, lors de sa commercialisation, l'appareil ESDA (Electrostatic Detection Apparatus (en)) connaît un vif succès car il permet de mener à bien la majorité des expertises de documents comportant des sillons, avec cependant, une certaine réserve.
En effet, dans certains cas, la photographie en lumière rasante donne un résultat excellent, alors que, dans d'autres, la technique électrostatique se révèle le seul moyen valable. C'est pourquoi, dans la mesure du possible, il paraissait préférable d'appliquer, à l'époque, les deux méthodes.

## Photographie en éclairage oblique
Cette technique, également connue sous les termes de lumière rasante, lumière frisante ou tangentielle, consiste à éclairer le document, en l'absence de lumière ambiante, au moyen d'un pinceau lumineux pratiquement parallèle à sa surface ou avec une incidence très faible (inférieure à 20 °C). Cette méthode, très ancienne, permet de saisir les accidents en creux et en relief du document. La moindre saillie se détache du plan du document : en fait, l'éclairage rasant souligne le sillon par l'ombre produite par sa dépression. La difficulté technique réside dans la détermination d'un temps de pose correct, compte tenu d'un niveau d'éclairage faible. La pratique montre que le temps de pose doit être en général de 10 à 30 fois supérieur au temps de pose en lumière normale.

### Matériels
De préférence, on utilisera un système optique à prismes de nicol, permettant de canaliser le faisceau lumineux émis par une lampe basse tension (12V, 150W) au travers d'une lentille semi cylindrique. On peut également opérer avec un projecteur de cinéma muni d'une lentille de Fresnel, d'une lampe à miroir, et de deux ou quatre volets (éclairage dit en « queue de morue »).

### Mode opératoire
Pour obtenir de bons résultats, le document à photographier doit présenter une bonne planéité. Dans le cas contraire, l'application d'une plaque de verre épaisse (au moins 1 cm) sur le document permet d'y remédier. Le faisceau lumineux est alors dirigé dans l'épaisseur de la plaque, ce qui diffuse la lumière d'une manière homogène sur toute la surface du document, tout en l'aplatissant.

## Détection électrostatique ESDA (Electro-Static Detection Apparatus)
Le document est placé sur un plateau en bronze poreux. Une pompe aspirante permet de plaquer fortement le document sur le plateau. L'ensemble est ensuite recouvert d'un film de polyester d'une épaisseur de 5 microns. La feuille est soumise à une décharge Corona (électrode-fil sous haute tension 5 000 V). Au moyen d'un aérosol, une poudre révélatrice est pulvérisée et se dépose préférentiellement dans les sillons (zone de déformation), c’est-à-dire là où le support offre une moindre résistance au courant. 
L'image du foulage obtenue peut être conservée en recouvrant la feuille de polyester par un adhésif transparent, ce qui augmente l'épaisseur de l'ensemble, la manipulation d'un film de 5 microns étant toujours délicate.
Une variante consiste à déposer la poudre révélatrice en cascade, en utilisant un mélange binaire spécial (microbilles + toner) qui assure une répartition homogène sur le document. Afin d'améliorer la lisibilité, il est recommandé d'effectuer la manipulation sur des documents répondant aux normes d'essais des papiers (20 °C, 60 % HR), conditions qui sont obtenues après passage dans un humidificateur adéquat.
Cette technique permet en principe de relire les foulages invisibles à l'œil nu en lumière tangentielle et n'altère pas le document. Elle présente cependant certains inconvénients, car d'une part, elle n'est pas applicable au support épais (cartonnette par exemple) qui ne permet pas un placage parfait du support sur le bronze poreux et d'autre part, elle ne s'applique qu'aux foulages dynamiques (écriture et signature). Le foulage d'un texte dactylographié ne pourra pas être relu.

## Les technologies numériques
Nous entendons par technologies numériques, celles applicables au traitement des documents qui permettent la révélation des tracés en sillons :
- Photocopie numérique
- Capture d'image au moyen d'un scanner avec un logiciel spécialisé.

### Photocopie numérique
Un copieur numérique est constitué de deux ensembles séparés : un « lecteur » chargé d'analyser l'image de l'original et une « imprimante » qui reçoit le signal émis par le lecteur, l'interprète effectue ou « imprime » une copie de l'original.
Ce type de copieur est qualifié de « numérique » parce que le procédé consiste d'abord à convertir l'image de l'original en signal électrique « numérique », plutôt que d'éclairer directement le tambour. Ce signal déclenche et interrompt ensuite l'émission laser, afin de reproduire l'image. Puisque les copieurs numériques utilisent un laser dans l'imprimante, on les appelle également « copieurs laser ». De plus, puisque l'image est convertie en un signal numérique pouvant être traité, transmis à d'autres emplacements, ou mémorisé afin d'être ultérieurement rappelé, on peut encore parler de « copieur intelligent ». Par opposition, les copieurs traditionnels pourraient être qualifiés « d'analogiques ».
Il faut rappeler que, presque à la fin de 1996, la copie numérique était réservée au domaine de la couleur. Début 1997, on voit l'apparition du premier copieur numérique noir (résolution 600 dpi avec 256 nuances de gris).
La pratique montre que, pour obtenir une bonne révélation, il est recommandé de travailler en mode Texte, avec un réglage d'exposition minimum. Dans certains cas, il est préférable d'effectuer la reproduction du verso du document et de redresser l'image en utilisant la fonction miroir.

### Capture d'image par numérisation au moyen d'un scanner
Les données graphiques (texte ou image) se numérisent à l'aide d'un scanner (numériseur) ou d'une caméra de numérisation. On applique sur l'image une trame, ou grille de carrés, plus ou moins fine. Le procédé change ainsi les tracés continus en pixels contigus, crénelant les obliques et les courbes. Mais l'œil ne perçoit la dégradation que si la résolution est insuffisante. Il se satisfait de 600 points au pouce en typographie (1 200 en typographie soignée) et de 2 400 points en image. Au-dessus d'un certain seuil, l'œil lisse de lui-même les profils en escaliers et homogénéise les touches de couleurs juxtaposées de la quadrichromie. Il perçoit des formes.
La résolution du scanner est importante ainsi que les conditions de réglage, particulièrement le contraste. Enfin, le choix du support est primordial. Il n'est pas nécessaire d'utiliser un papier photo, certains supports 90 g donnent des résultats très satisfaisants.

## Conclusion
L'expérience montre que dans de nombreux cas, les foulages (sillons) ne peuvent être lus correctement par la lecture électrostatique (épreuve ESDA) alors que la photographie en lumière rasante est en général nettement plus probante. Dans la pratique, l'épaisseur du document (grammage) joue un rôle important et l'on doit éliminer l'utilisation de l'ESDA pour les supports d'un grammage supérieur à 110 g/m² (documents administratifs ou autres) pour la bonne et simple raison que l'aspiration sur le bronze poreux ne permet pas un placage satisfaisant de la feuille, ce qui est nuisible à la révélation de sillons peu profonds. Les techniques numériques apparaissent très prometteuses et d'une mise en œuvre beaucoup moins délicate que la lumière rasante ou l'appareil ESDA qui nécessitent un certain savoir-faire. Enfin, rappelons que la technique électrostatique  (appareil ESDA) est un investissement important.